# Parque de las Madonias
El Parque de las Madonias es un parque natural regional Italiano desde 1989, incluye 15 comunas de la provincia de Palermo en Sicilia (Caltavuturo, Castelbuono, Castellana Sicula, Cefalù, Collesano, Geraci Siculo, Gratteri, Isnello, Petralia Soprana, Petralia Sottana, Polizzi Generosa, Pollina, San Mauro Castelverde, Scillato y Sclafani Bagni).
Incluye la Cordillera de las Madonia, que están situadas en la costa septentrional siciliana, entre los ríos Imera y Pollina.
En este parque se encuentran más de la mitad de las plantas sicilianas, y de estas la mayor parte existen solamente en Sicilia; como por ejemplo la Abies nebrodensis que está en peligro de extinción. 
En cuanto a la fauna están presentes más de la mitad de las aves, todos los mamíferos y más de la mitad de los invertebrados sicilianos.
Notables son también las peculiaridades geológicas. La geología de las Madonias ha sido centro de estudios e investigaciones desde los años sesenta. Debido al interés geológico de estas montañas desde el 2003 el Parque de las Madonias pasó a ser parte de la red del European Geopark al cual pertenecen más de veinte parques europeos entre otros.
- Datos: Q25403766